# Вітвіцька Соломія В'ячеславівна

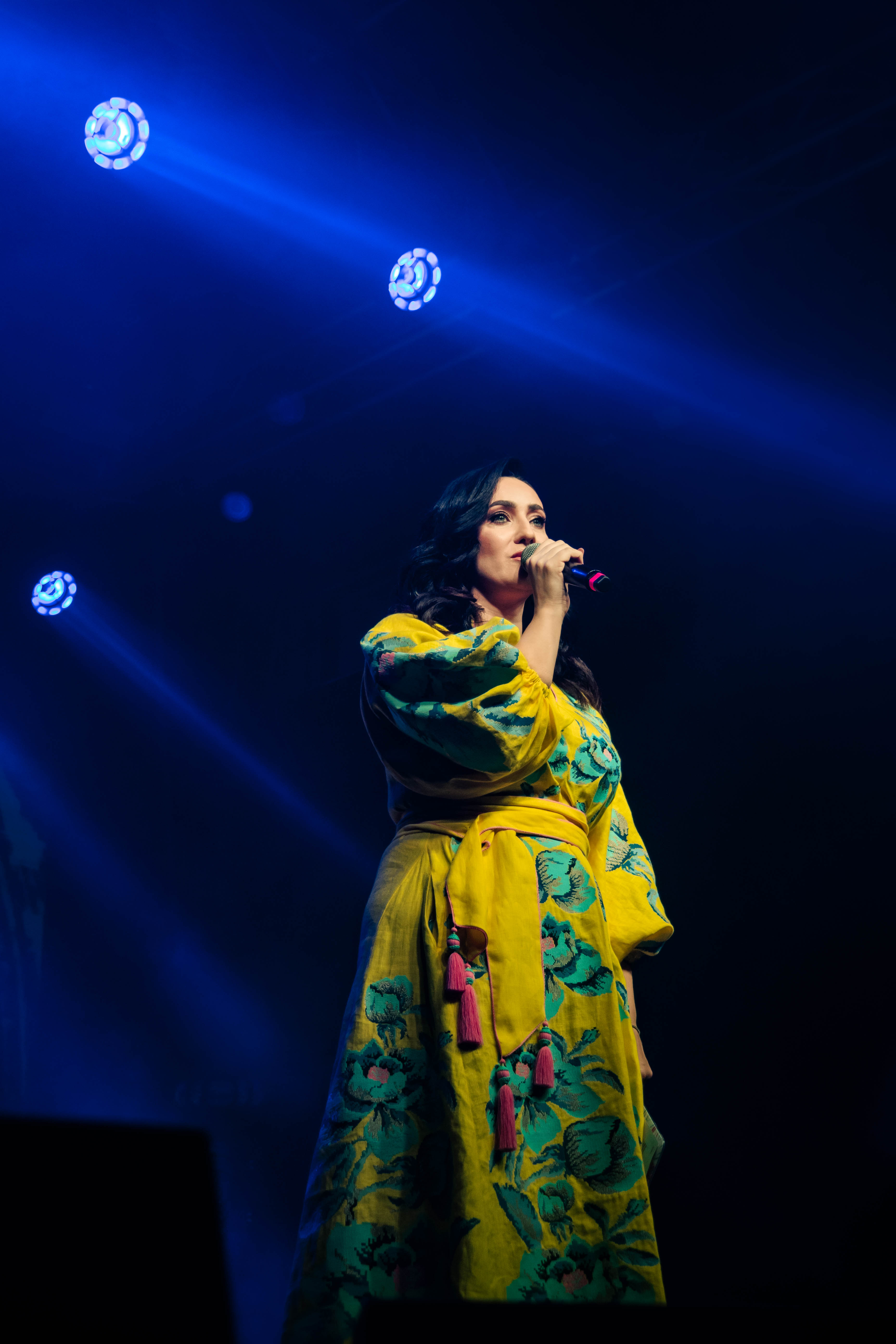
Solomiya Vitvitska Ukrsongproject 2022

Соломі́я В'ячесла́вівна Вітві́цька  (нар. 16 червня 1980, Броди, Львівська область, Українська РСР, СРСР) — українська телеведуча, журналістка, ведуча ТСН на телеканалі «1+1». Народилася 16 червня 1980 р. у м. Броди на Львівщині. Виросла у Львові. Закінчила Факультет журналістики Львівського національного університету імені Івана Франка.

## Кар'єра
Перше місце роботи — Львівська телеагенція НТА.
У 2002 році — кореспондентка новин та ведуча авторських програм на «Ера-FM».
Кілька років навчалася у Німеччині, в Університеті Фрідріха-Олександра — Ерлангена-Нюрнберга.
У 2005 році повернулася в Україну і розпочала роботу репортеркою на «5 каналі».
З 2008 року працює на телеканалі «1+1».

### Робота на «1+1»
Роботу на «1+1» розпочала як кореспондентка ТСН.
З 2011 по 2014 рік вела щоденний таблоїд у прямому ефірі «ТСН. Особливе» (перший випуск — 22 серпня 2011). У програмі лише світські новини, репортажі з культурних заходів, ексклюзивні подробиці з життя селебритіз тощо. Ведуча також має особливий образ, з'являючись у кадрі в ошатних сукнях та на високих підборах. Спочатку частиною образу також була яскраво-червона помада. Але на другий рік програми під впливом шеф-редактора Сергія Попова стилісти змінили колір помади на спокійніший.
|                      | Деякі зірки не люблять нас, але, думаю, поважають. Фішка нашої програми — ґрунтуватися на фактах, а не маніпулювати вирваними з контексту фразами. Публічних людей не повинно дивувати те, що багатьом цікаве їх особисте життя в деталях |
| — Соломія Вітвіцька. | |

З 18 лютого 2014 року, після початку Революції гідності та трагічних події в Києві, випуски призупинені.
Наразі Соломія Вітвіцька продовжує працювати ведучою ТСН на телеканалі «1+1».

### Робота в кіно
Озвучила пташку Тіні в українській адаптації мультфільму «Замбезія» (2012).

## Родина та особисте життя
Соломію в дитинстві не охрестили. У березні 2011 року прийняла греко-католицьке хрещення в церкві Василія Великого, а також перше причастя. У листопаді 2013 року вийшла заміж, чоловік — режисер і кліпмейкер Влад Кочатков. У лютому 2021 року пара заявила про розлучення. У 2025 Соломії освідчився її новобранець Олексій Ситайло. Має молодшого брата Северина. Дідусь Соломії — Вітвіцький Микола Дмитрович  — український лісівник, заслужений працівник сільського господарства України. Інший дідусь — Станчик Микола Семенович, стоматолог, жив у Бродах по вул. Кузнєцова, 6, кв. 24, має єврейське походження. Похований у Бродах.
Зараз заручена з військовим.

## Нагороди
У 2016 році стала лауреаткою Всеукраїнської премії «Жінка ІІІ тисячоліття» в номінації «Рейтинг».

## Громадська діяльність
У 2016 році взяла участь у зйомці для благодійного календаря «Щирі. Спадщина», присвяченого українському народному костюму та його популяризації. Проєкт було реалізовано зусиллями ТЦ «Домосфера» та комунікаційної агенції Gres Todorchuk. Усі кошти від реалізації календаря було направлено на допомогу українським музеям, зокрема Музею народної творчості Михайла Струтинського та Новоайдарському краєзнавчому музею.